# Macaron de Nancy
Les macarons de Nancy sont des biscuits constituant une des spécialités culinaires de Nancy en Lorraine, au même titre que les fameuses bergamotes. Ils sont vendus à la douzaine.

## Historique

### Le macaron de Nancy auXVIIIesiècle

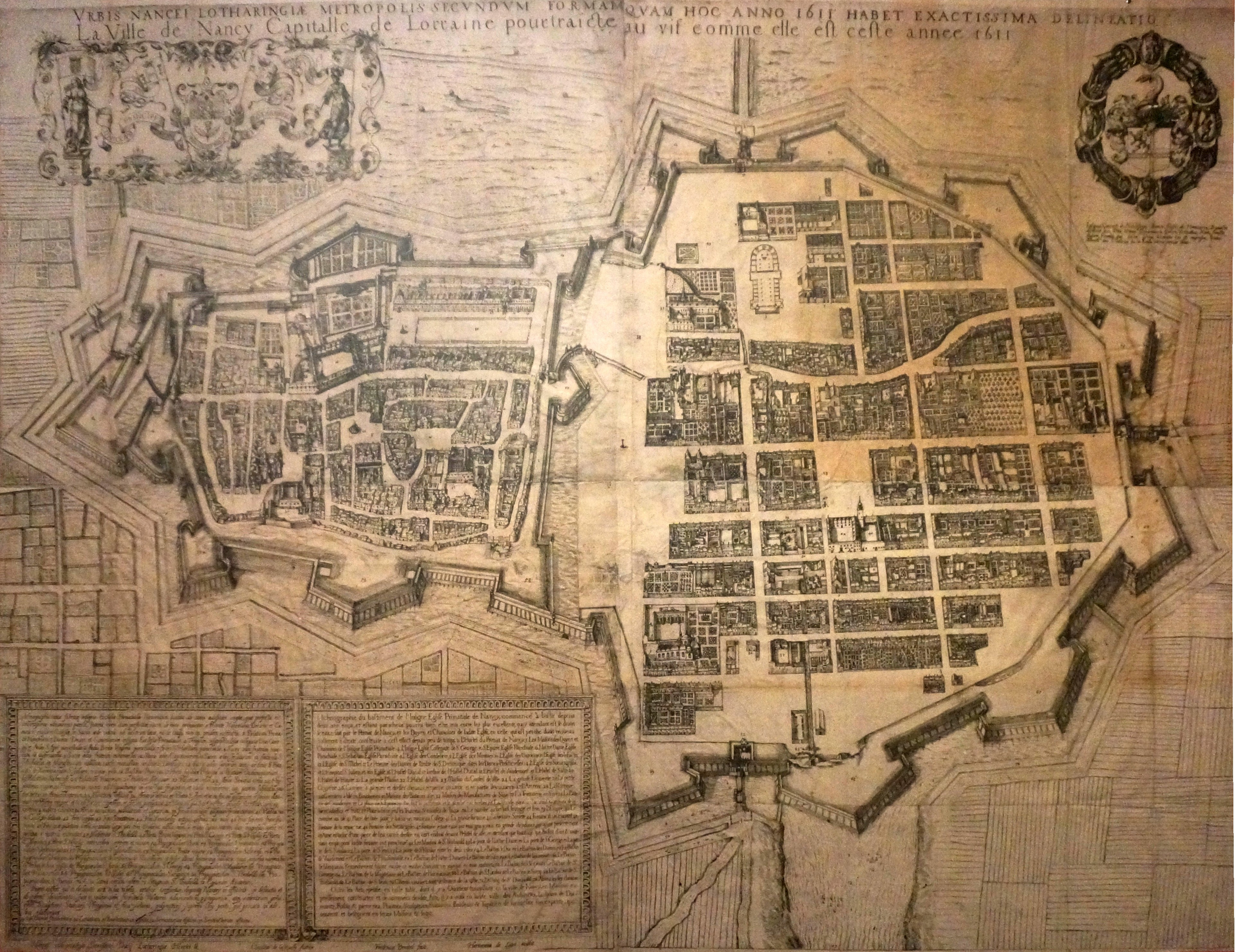
Début XVIIe siècle, la Ville-neuve à droite.

L'origine des macarons reste mal connue. Ils deviennent une spécialité des couvents et des abbayes qui, pour la plupart, font « maigre » toute l'année, c'est-à-dire ne consomment pas de viande. Rien ne permet toutefois d'étayer ces origines liées aux établissements religieux : celles-ci ne semblent apparaître qu'à des fins commerciales et publicitaires au cours du XIXe siècle. Les macarons étaient déjà recommandés par Dominique Berthemin, médecin et conseiller d'Henri II, duc de Lorraine, aux usagers de la station thermale de Plombière en Lorraine. À partir du XVIIIe siècle, les recettes de macarons sont courantes dans les ouvrages destinés aux confiseurs et Marie-Nicolas Bouillet précise, en 1854, dans son dictionnaire, que les macarons étaient célèbres au XVIIe siècle.
Guy Cabourdin relate qu'Antoine Dupré obtint « permission de vendre et débiter biscuits et macarons » à Metz à la fin du XVIIe siècle, conformément à la transaction que celui-ci conclut avec les maîtres de l'office des pâtissiers de la ville,.
Ce biscuit aux amandes est une pâtisserie répandue à la table du roi Stanislas. Joseph Gilliers, l'officier de bouche du duc de Lorraine, écrit en 1751 dans le Cannaméliste français que « le macaron est une espèce de four, fait avec des amandes douces ou pistaches, du sucre, et du blanc d'œuf ». En 1732, les chartes des pâtissiers de Nancy stipulent déjà que les maîtres pâtissiers jouissent du droit « de faire biscuits, macarons, et massepains de toute façon ».
Buc'hoz, médecin de Stanislas Leszczynski, fait aussi une description du macaron dans son traité sur L'art de préparer les alimens de 1787 : « cette pâtisserie est faite avec du sucre, farine, amandes douces pillées ; du tout on fait une pâte, qu'on taille en petits pains plats & ronds, ou de figure ovale : cette espèce de pâtisserie est fort salutaire, on peut même en donner aux convalescens ».
À Nancy, la Maison des Sœurs Macarons soutient depuis la deuxième partie du XIXe siècle qu'au moins un couvent fabrique ces petits gâteaux aux amandes : celui des Dames du Saint-Sacrement, fondé par Catherine de Lorraine et installé en Ville-Neuve. En cela, les sœurs respectent un des préceptes de Thérèse d'Avila : « les amandes sont bonnes pour ces filles qui ne mangent pas de viande ». En 1792, les congrégations religieuses sont supprimées par décret, et les sœurs doivent fuir.

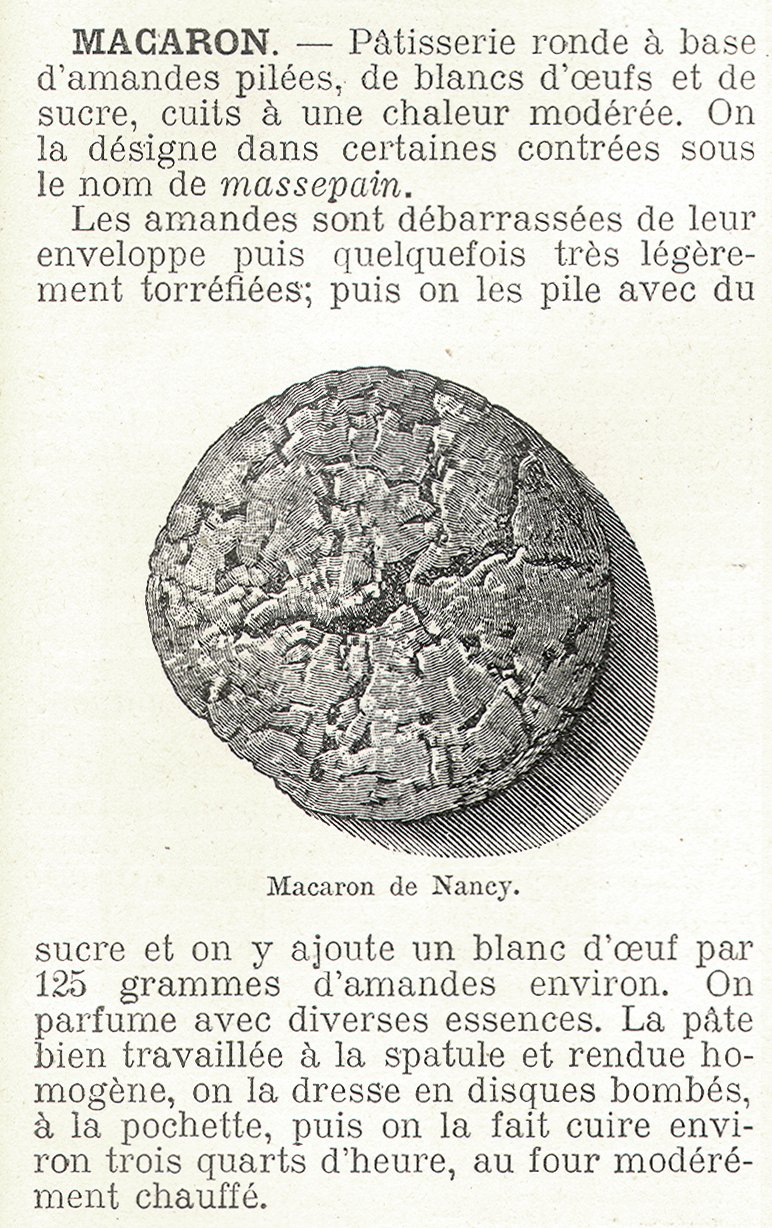
Macaron de Nancy, 1904.

### Le macaron de Nancy auXIXesiècle
Le macaron de Nancy connaît une montée en puissance tout au long du XIXe siècle, pour devenir dans les années 1880–1890 l’une des toutes premières, pour ne pas dire la première spécialité culinaire de Nancy. C'est à partir de ce moment qu'apparaît l'appellation « macarons de Nancy ».
Le Dictionnaire universel des Sciences, des Lettres et des Arts, précise, en 1854, que les macarons de Nancy sont les plus estimés.
De nombreux pâtissiers participent activement à ce mouvement, au premier desquels se trouve Nicolas Muller propriétaire de la Maison des Sœurs Macarons et le fabricant de biscuits Antoine Lefèvre-Denise,.

#### LaMaison des Sœurs Macarons,les Sœurs Macarons, Anne Marchal, et Nicolas Muller
De la fin du XVIIIe siècle au début des années 1850, il est difficile de retracer l'histoire de la Maison des Sœurs Macarons de manière étayée. La date de fondation de ce commerce, 1793, au 10 rue des Sœurs-Macarons, avancée depuis la fin du XIXe siècle par l'entreprise, et qui serait l'année où les deux religieuses auraient commencer à réaliser des macarons à des fins commerciales, reste sujette à caution car rien dans les archives ou les travaux de référence ne permet de l'étayer sérieusement.
D'après les recherches du service régional de l'inventaire, l'immeuble qui abritait ce commerce jusqu'en 1983 a été bâti par Jean-Nicolas Jennesson en 1725 pour le compte d'Antoine Grisot de Bellecroix et se trouva saisie comme bien national à la Révolution française. Propriété de la famille Vallet, il fit l'objet d'une vente révolutionnaire en 1794 au profit d'Alexis Morot.
Concernant la première moitié du XIXe siècle, les publications sont alors plutôt muettes concernant cette spécialité fabriquée rue de la Hache. Lepage, dans son guide de Nancy, dit au sujet de cette rue que, « longue et étroite, [elle] n'offre rien d'intéressant ». Il ne parle d'ailleurs ni des macarons, ni des bergamotes dans les pages qu'il consacre au commerce et à l'industrie de la ville.
Alain Barrot reprend, dans son ouvrage paru en 2007, bien qu'il ne le précise pas, mot pour mot la version d'une petite plaquette publicitaire — sans date — de la Maison des Sœurs Macarons publiée au début du XXe siècle par son propriétaire Hector Moinel. L'impartialité des informations est donc discutable.
Celle plaquette elle-même ne fait que reprendre le récit de Jules Renauld paru en 1875. En réalité, Renauld lui-même ne fait que reprendre, en l'enrichissant, voire en l'enjolivant (?) par moments, un entrefilet de Monselet paru dans Le Figaro de 1863 et qui ne précise pas d'où il tire ses renseignements (des Vagner-Muller, propriétaires du commerce concerné ?).
Voici ci-après, en résumé, l'histoire telle qu'elle est véhiculée par la plaquette publicitaire de la Maison des Sœurs Macarons parue au début du XXe siècle, et reprise par Barrot dans son ouvrage :
Deux d'entre-elles, Élisabeth Morlot et Suzanne Gillot trouvent refuge chez Gormand, ancien médecin du couvent, rue de la Hache. Pour se procurer des moyens pour leur subsistance, elles continuent de fabriquer des macarons qu'elles commencent à vendre, à une date inconnue, sur les marchés. Le succès vient assez rapidement et elles gagnent le surnom de « Sœurs Macaron ».
Après le décès de Suzanne Gillot, Élisabeth Morlot s'adjoint le concours de sa nièce et du mari de cette dernière : les Muller-Marchal. Ces derniers, puis leurs enfants et petits-enfants, poursuivent la fabrication des macarons nancéiens.
De 1854 à 1876, Élisabeth Muller, arrière-petite nièce d'Élisabeth Morlot tient les rênes de l'entreprise familiale installée rue de la Hache. Puis c'est Alfred Moinel, un autre arrière-petit-neveu, qui prend la suite de 1876 à 1903, puis le frère de ce dernier, Hector Moinel.
Il faut donc souligner qu'avant la reprise en 1854 — date avancée par la Maison des Sœurs Macarons — de la boutique par Élisabeth Muller qui met en avant des liens de parenté avec une des religieuses, il n'y a pas de mention des macarons des sœurs dans les publications concernant la ville de Nancy.

##### Des sœurs à l'identité variable
Renauld, dans son ouvrage de 1875, donne comme identité aux sœurs Élisabeth Morlot et Suzanne Gillot.
Pfister, dont l'autorité concernant l'histoire de Nancy est indiscutable, parle d'Élisabeth Morlot et de Marguerite Suzanne Gaillot, qui se sont réfugiées au 10 rue de la Hache, chez la veuve Gormand, parente de la troisième religieuse qui les accompagne.
En 2017, la confiserie des Sœurs Macarons avance les noms de « Sœurs Marguerite et Marie-Élisabeth ».

##### Une renommée croissante
À partir de la seconde moitié du XIXe siècle, la renommée de la Maison des Sœurs Macarons va croissante, à tel point que Charles Courbe y consacre un paragraphe dans son ouvrage consacré aux rues de Nancy de 1886. Il confirme l'obscurité qui entoure les origines de l'entreprise de confiserie : « Une tradition, évidemment fausse, fait remonter l'origine de cette maison à 1792. Nous n'avons rien trouvé dans le rôle de recensement de l'an IV, qui puisse nous autoriser à ajouter foi à la tradition. Depuis le temps que l'on discute sur l'origine de cette fabrication, il aurait été convenable, de la part de l'un des successeurs, d'éclairer sur ce point les historiens qui ont écrit sur Nancy. Lionnois ne parle pas de cette industrie ; le préfet Marquis n'y fait pas allusion : l'Annuaire de 1828 la comprend peut-être dans les pâtissiers ; ce que fait celui de 1843, qui indique Muller, rue de la Hache, 10, comme pâtissier. [...] En résumé, nous laissons de côté la tradition des deux ou trois dames du Saint-Sacrement, qui se sont établies pâtissières pendant la Révolution, et nous disons franchement que cette spécialité doit principalement sa renommée aux soins apportés dans la fabrication des macarons, et surtout à la discrétion des gens qui ont été employés dans cette maison. »
M. Moinel commande en 1889 une verrière décorative à Ferdinand Gounon. Représentant une religieuse en buste dans un médaillon sur fond de vitrerie décorative, cette verrière orne la porte d'entrée du commerce jusqu'en 1983 et porte l'inscription Maison des Sœurs Macarons fondée en 1793.
Le fonds de commerce situé 10, rue de la Hache est ensuite vendu en 1935 à Georges Aptel, auquel succédera son fils Roger en 1966. La vente et la fabrication sont transférées en 1983 de la rue des Sœurs-Macarons à la rue Gambetta en lieu et place du magasin de spécialités À la Bonne Lorraine de Mme Hennequin.

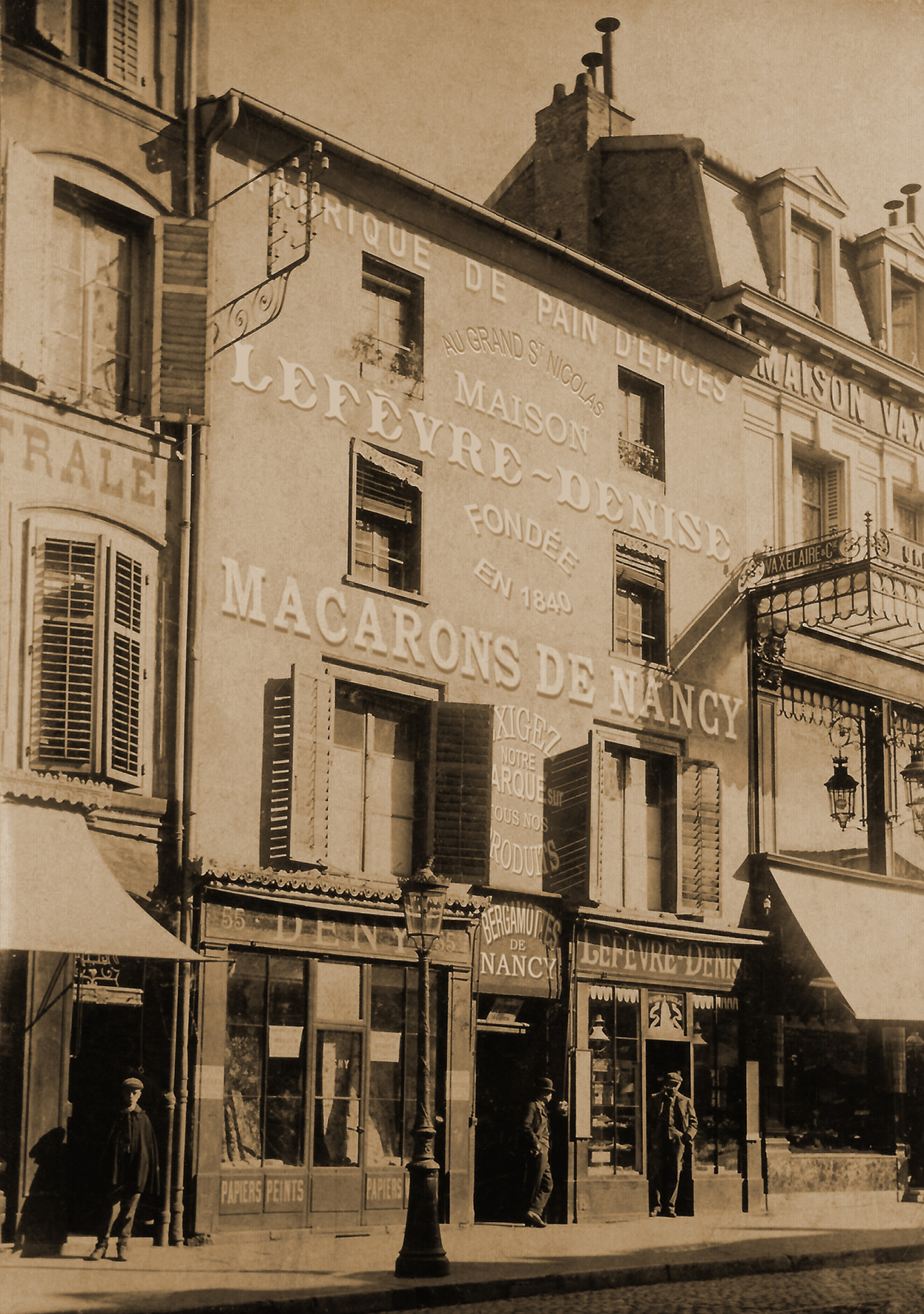
Réclame pour des Macarons de Nancy, confiserie-biscuiterie Lefèvre-Denise, 55 rue Saint-Dizier à Nancy, vers 1890.

En 1990, le fonds de commerce change à nouveau de propriétaire et est racheté par Jean-Marie Génot.

#### La maisonLefèvre-Denise, Au Grand Saint Nicolas, Antoine Lefèvre et Philogène Denise
Fondée en 1840 par Antoine Lefèvre,, la maison Lefèvre-Denise fabrique dès les premières années des macarons. Elle est située dans un premier temps 10, rue de la Faïencerie, puis 55, rue Saint-Dizier à Nancy. Antoine épouse en 1843 la fille d'un boulanger nancéien : Nicolas Bernard. Celui-ci a un ami boulanger rue de la Hache et l'oncle de sa belle-fille est un confiseur de Nancy. La maison exporte également, par le biais des liens familiaux, cette spécialité de macarons aux amandes dans les autres commerces de la famille, notamment à Nantes.

##### La biscuiterie LU à Nantes[11]
Jean-Romain Lefèvre est présent à Nancy au début des années 1840 avec son frère ainé Antoine. En 1846, il fonde à Nantes la biscuiterie LU, et devient l'acteur majeur de l'industrie française du biscuit de la seconde moitié du XIXe siècle et du XXe siècle. Jean-Romain Lefèvre fabrique à Nantes à partir de 1846 de nombreuses variétés de macarons ; pour preuve, la mention honorable que les frères Lefèvre reçoivent à l'exposition nationale de Nantes en 1861 pour leurs biscuits et macarons.

##### La biscuiterie Lefèvre-George à Sedan
Louis Lefèvre, l'ainé de la fratrie, fonde sa biscuiterie en 1848 à Sedan. Il participe avec ses frères à l'exposition de Nantes où leurs biscuits et macarons sont primés.
La biscuiterie Lefèvre-Denise est toujours tenue aujourd'hui par les descendants directs d'Antoine Lefèvre.

### Le macaron de Nancy auxXXesiècleetXXIesiècle

#### De nombreuses marques déposées

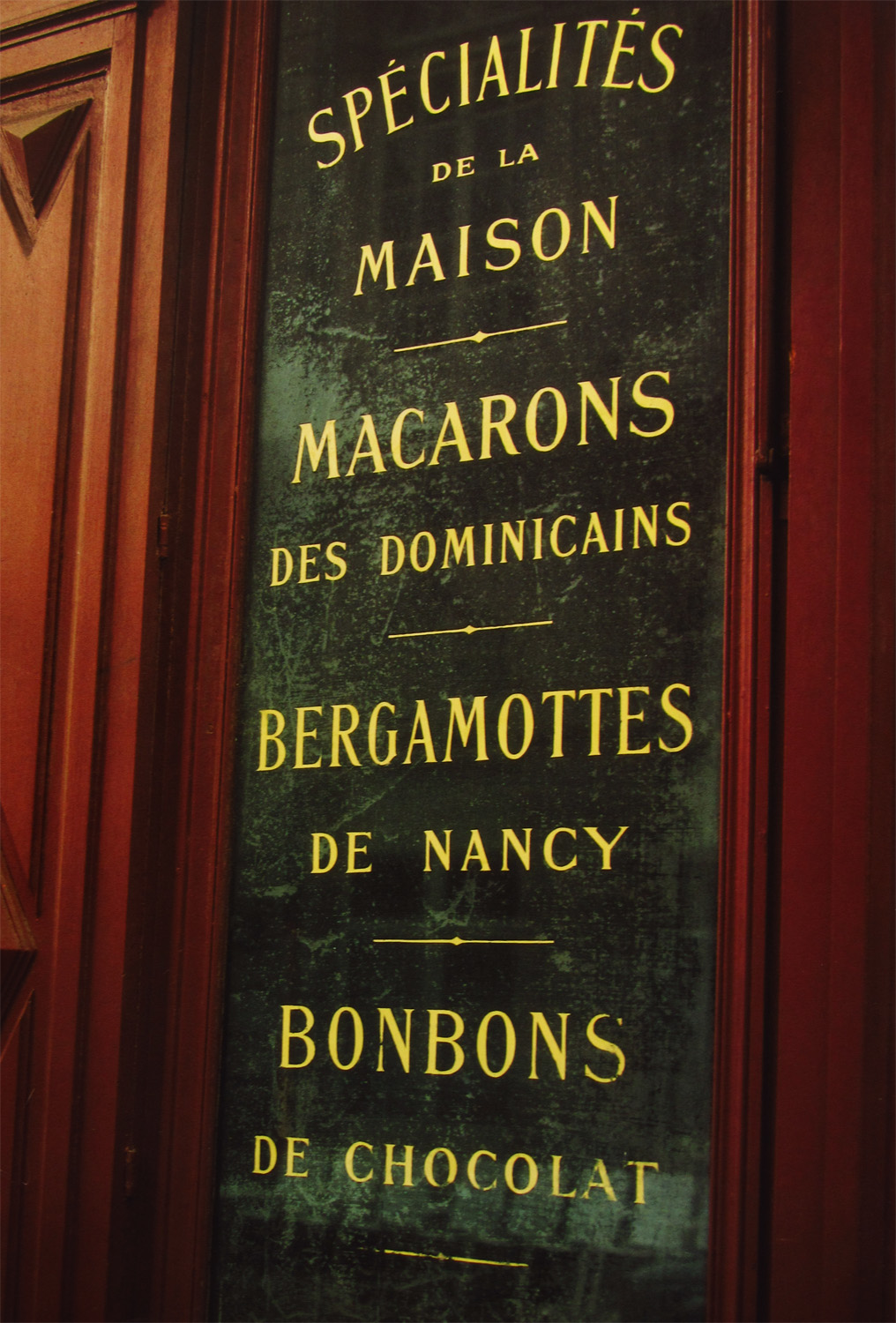
Grande plaque en verre églomisé actuellement dissimulée par un panneau de bois. Pâtisserie Schwenninger fondée en 1857. 2 rue des Dominicains à Nancy.

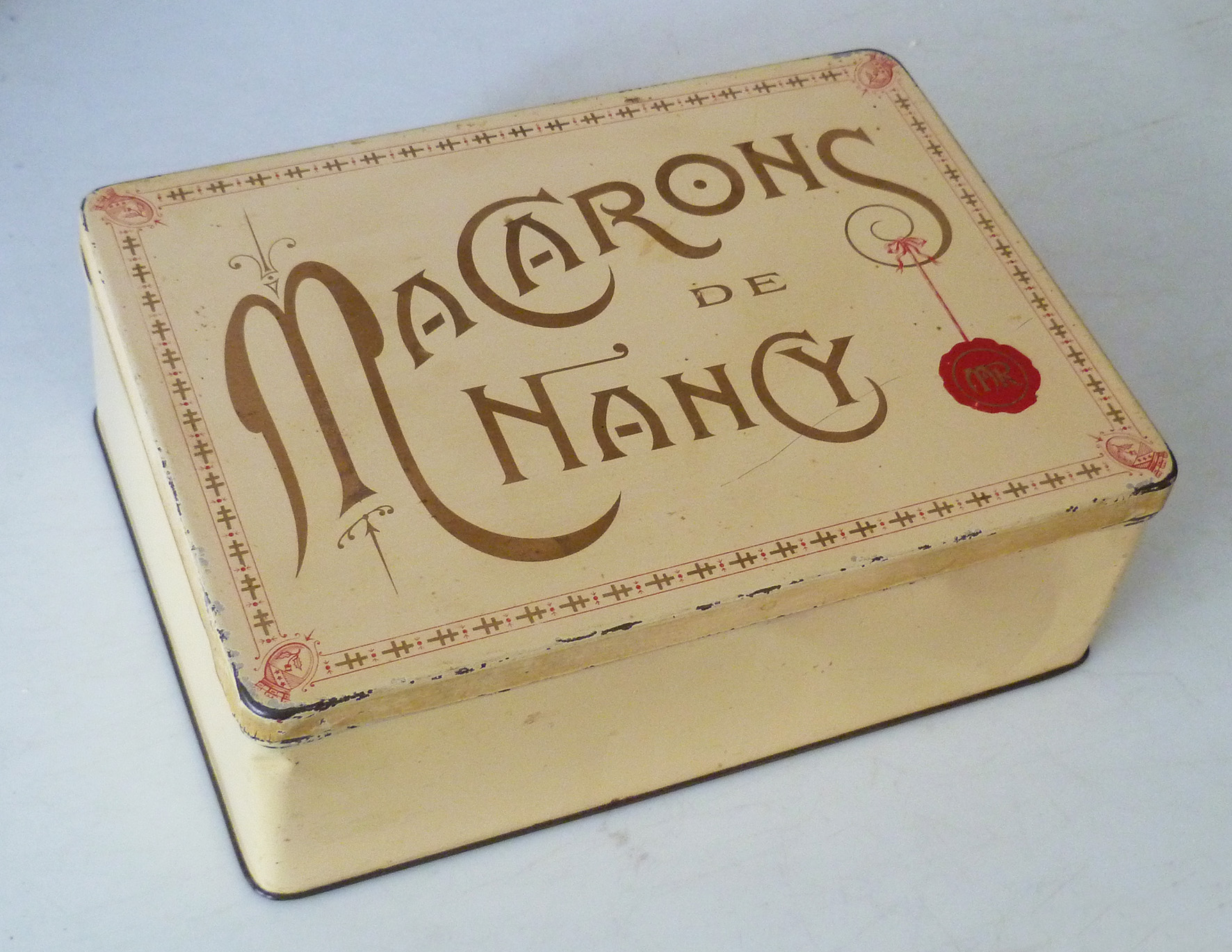
Boîte de macarons de Nancy des Magasins Réunis, vers. Cette entreprise a été la seule à vendre des macarons dans des boîtes métalliques.

Dès la fin du XIXe siècle, devant le très grand succès de ces petits gâteaux, de nombreuses pâtisseries de Nancy produisent des macarons et leur donnent des noms variés, ces derniers étant pour la plupart des marques déposées : 
- Macarons du Grand Saint Nicolas (pour la maison Lefèvre-Denise),
- Macarons des Carmes (pour la maison Piant, puis Goré installée rue Stanislas, non loin de la rue des Carmes),
- Macarons des Dominicains[25] (pour la maison Schwenninger installée rue des Dominicains[26]),
- Macarons des Religieuses (pour la maison Lalonde),
- Macarons de la Visitation  (pour la maison Rémond),
- Macarons de la Commanderie (pour la maison Galley, installée rue de la Commanderie),
- Macarons du Sacré-Cœur (pour la maison Masson, installée près de la basilique du Sacré-Cœur),
- Macarons Saint-Jean (pour la maison Hesse, installée Faubourg Saint-Jean),
- Maison des Sœurs Macarons à Nancy (pour la maison des Sœurs Macarons),
- Macarons du Vieux Gourmet (pour la Maison Louis Dixneuf, anciennement Robardelle),
- etc.

Les filles Hay, qui tenaient une confiserie rue Mazagran, aimaient appeler leur production « macarons d'Hay Sœurs », jouant de manière évidente sur l'homophonie.
À l'exposition internationale de l'Est de la France en 1909, la Maison des Sœurs Macarons est récompensée par un grand prix, la confiserie Lalonde et la maison Lefèvre-Denise par des médailles de vermeil. La maison Charpentier successeur de Schwenninger est distinguée Hors Concours pour ses Macarons des Dominicains.

#### Des fabricants toujours nombreux
Plusieurs maisons à Nancy fabriquent en 2021, des macarons, dans un climat pas toujours confraternel : 
- la Maison des Sœurs Macarons (Confiserie Génot), rue Gambetta.
- Lefèvre-Lemoine, place de la gare, la plus ancienne confiserie familiale en activité de Nancy (fondée en 1840),
- Établissements Jean Lalonde de Jean-Luc Guillevic, rue Saint-Dizier (à ne pas confondre avec la famille Lalonde, confiseur depuis 1901 à Nancy et installée rue du Sergeant-Blandan)[29].
- Alain Batt, rue Saint-Georges.
- et plusieurs pâtisseries nancéiennes comme Hulot, place Charles-III, etc.

Cette spécialité se retrouve aussi chez quelques pâtissiers des environs de Nancy, comme L'Amandine à Custines.

## La recette
Pour des raisons commerciales, toutes les pâtisseries-confiseries de Nancy gardent jalousement leur recette. Cette dernière est constituée, comme tout macaron, de poudre d'amande, de sucre glace et de blanc d'œuf. Il n'y a donc guère de secret si ce n'est, peut-être, en ce qui concerne les proportions, le temps de cuisson et le tour de main.
Tous les fabricants utilisent la même présentation pour les macarons : vendus à la douzaine, ils sont présentés sur leur papier de cuisson plié en deux (on en voit donc seulement six). Au verso du papier, à l'emplacement de chaque macaron se trouve un dessin propre à chaque entreprise. Cette présentation n'a pas changé depuis 150 ans.
Le dressage, hormis chez Lefèvre-Lemoine qui est la seule confiserie-biscuiterie à perpétuer la tradition de la seringue, s'effectue à la poche à douille ou de manière mécanique.
Les macarons de Nancy sont traditionnellement toujours vendus à la douzaine, héritage des méthodes de compte des siècles passés. Au Moyen Âge, les gens ne savaient pas forcément lire et écrire, mais ils savaient plus facilement compter à l'aide de leurs doigts et leurs mains.

## Vers un concours?
Il n'existe pas de concours pour les macarons. Aucune catégorie de produits du Concours général agricole ne correspond à la confiserie et/ou la pâtisserie, et la Fédération des artisans boulangers-pâtissiers de Meurthe-et-Moselle ne récompense, dans son concours départemental annuel, que les pâtés lorrains, la baguette et le croissant au beurre.
Fin 2021, le célèbre guide gastronomique Gault et Millau a établi une distinction en décernant son « coup de cœur » aux macarons de la confiserie Lefèvre-Lemoine. Les macarons participants à « La grande dégustation » du guide étaient ceux des maisons Lalonde (Établissements Jean Lalonde de Jean-Luc Guillevic), Hulot, des Sœurs Macarons, Lefèvre-Lemoine, L'Amandine (Nicolas Lelut) et Alain Batt.

## Postérité
En 1952, une partie de la rue de la Hache est rebaptisée rue des Sœurs-Macarons.
En 1987, un arrêté fait procéder à l’inscription à l'inventaire supplémentaire des monuments historiques les fours et la cheminée présents au rez-de-chaussée de la maison Grisot dit hôtel de Gormand puis maison des Sœurs Macarons situé 10 rue des Sœurs-Macarons ainsi que ses façades, sa cage d'escalier et sa toiture.
La verrière décorative réalisée par Ferdinand Gounon en 1889 est répertoriée dans la base Palissy (patrimoine mobilier) du ministère de la Culture,. Cette verrière publicitaire a été inscrite à l'inventaire des monuments historiques en 2021.
Le rez-de-chaussée de l'immeuble situé 10, rue des Sœurs-Macarons abrite aujourd’hui le Musée fours des sœurs Macarons dont la conservation est assurée par la Confiserie Lefèvre-Lemoine.